# Тисаноптерный дерматит
Тисаноптерный дерматит (Thysanoptera dermatitis) — энтомоз, вызванный укусами насекомыми отряда трипсы.
Трипсы (Thysanoptera) — мелкие насекомые, обычно питаются соками овощей, но иногда кусающие человека.
При этом возникают кожные повреждения в виде маленьких розовых зудящих папул, локализующиеся преимущественно на туловище и руках.
Диагностика затруднительна и возможна лишь при обнаружении трипсов на теле человека. Этот дерматит часто неправильно диагностируется как комариные укусы. При биопсии из эпидермы извлекается Thysanoptera.
См. также Инсектная аллергия.